# Idiocera (Idiocera) metatarsata atrophia
Idiocera (Idiocera) metatarsata atrophia is een ondersoort van de tweevleugelige Idiocera (Idiocera) metatarsata uit de familie steltmuggen (Limoniidae). De ondersoort komt voor in het Oriëntaals gebied.